# Венский бал

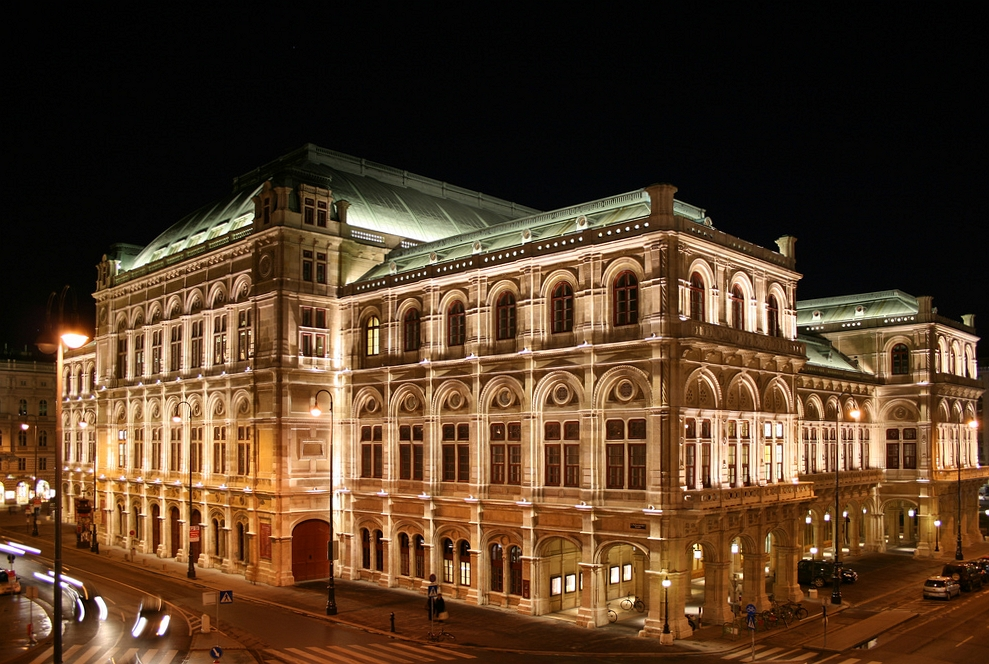
Венская государственная опера

Венский бал — традиционное мероприятие, проходящее в Вене во время бального сезона. Венские балы занесены ЮНЕСКО в список нематериального культурного наследия. Крупнейший бал с 1935 года проводится в четверг, предшествующий пепельной среде, в Венской государственной опере.

## Критерии
ЮНЕСКО подтвердил критерии, которыми бал должен обладать, чтобы считаться настоящим венским балом. Среди прочего, должен соблюдаться особый бальный протокол и проведение бала. Бал должен открываться молодыми парами дебютантов, в полночь обязательно должно быть полночное выступление и под утро торжественное закрытие бала.

## История
Корни венских балов следует искать ещё во времена венского конгресса. В первой половине XIX века в карнавальный сезон каждый вечер в Вене устраивалось до 250 балов. В танцах участвовали практически все: от аристократов до простых людей. В конце века одним из главных событий в империи стал придворный бал. На него приглашалась только знать, поэтому события, происходившие на балу, обычно долго обсуждались жителями Вены. Но в 1899 году, переживая из-за смерти жены Елизаветы, император Франц-Иосиф отменил проведение бала.
После распада Австро-Венгрии в 1921 году на место придворного пришёл оперный бал. Начал своё существование он задолго до этого в редутных залах дворца, но впоследствии был перемещён в новый оперный театр, построенный по приказу Франца-Иосифа в 1869 году. Именно там 11 декабря 1877 года состоялся первый крупный оперный бал, в котором Эдуард Штраус, младший брат известного маэстро, управлял оркестром. Отличительной особенностью нового бала стало то, что лица дам обязательно должны были быть прикрыты масками, и выбор пары был за дамой. Возможность проявиться в этой «таинственной игре» сначала была плохо воспринята консерваторами, но в итоге принесла балу большую популярность.
Первый Оперный бал современного типа и под современным названием прошёл в Государственной опере в 1935 году под патронажем канцлера Курта Шушнига. После Аншлюса проведение балов прекратилось. Оперный бал был возобновлён в феврале 1956 года после Второй мировой войны.

## Участники
Открывает Оперный бал грандиозный полонез, в котором участвуют специально отобранные пары: девушки и молодые люди. На оперном балу около 200 пар. После открывающего полонеза на большинстве балов дебютанты танцуют веселую польку и заканчивают своё выступление вальсом. Главным критерием отбора участников является умение танцевать, в частности выполнять правосторонний и левосторонний поворот вальса. Дополнительными критериями также выступают костюмы. Девушки, открывающие бал, должны быть в белом платье и с букетиком цветов, а на оперном балу также должны обязательно украсить голову короной (модели которой меняются каждый год). Кавалеры же должны быть одеты во фраки или мундиры, хотя на некоторых балах позволителен и смокинг. Перед тем как начинается вальс для всех участников бала, молодые пары вновь показывают свои умения, но уже в левостороннем вальсе.
В зависимости от размера бала он принимает самые различные количества гостей. Самый крупный — Оперный бал — посещают до пяти тысяч гостей и около тысячи обслуживающих — музыканты, повара, портные, обувщики.

## Бальный сезон

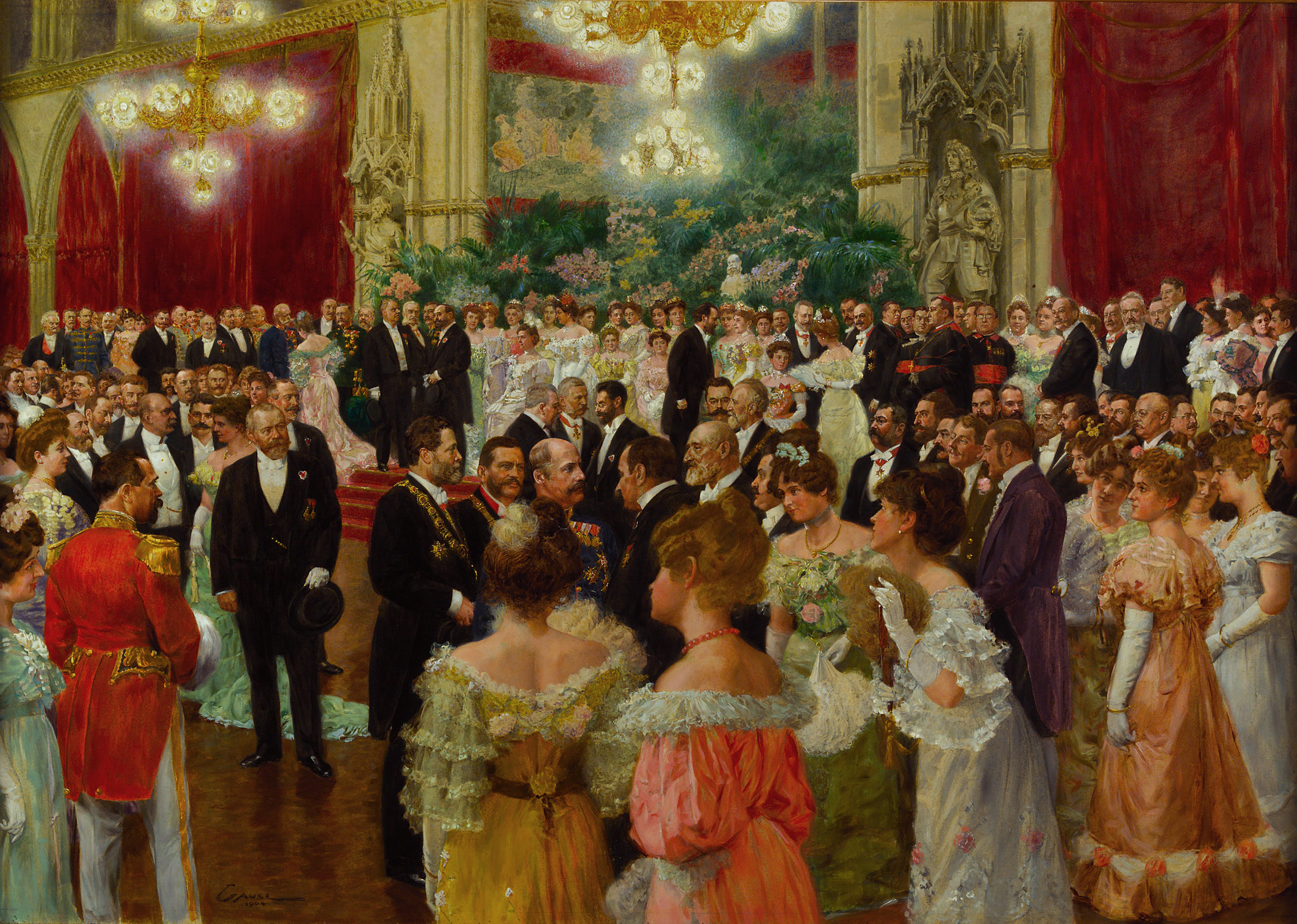
Венский бал на картине 1904 года

Бальным сезоном в Вене считается время с 11 ноября и до вторника фашинга, хотя некоторые балы проводятся и в другое время.
Первый крупный бал традиционно проходит в новогоднюю ночь в Хофбурге, это Императорский бал. Звучат самые популярные мелодии времён монархии, включая вальсы Штрауса и Легара, и музыка венских классиков — Моцарта, Бетховена и Гайдна.
Во время бального сезона в Вене проводится более 300 балов, начиная от балов различных профессий (Бал правоведов, Бал охотников) и заканчивая крупными балами от государственных и культурных организаций (Бал венских филармоников, Оперный бал).
Несомненно, главную роль во всей Европе играет Венский Оперный бал, который обычно проводится в середине февраля и совпадает с праздниками «фашингов» — веселых австрийских карнавалов и маскарадов. Он приравнивается к государственному приёму, и обычно на нём присутствует президент Австрии.
Все начинается с традиционного полонеза, в котором участвуют дебютанты. После танца дебютантов танцуют все. Но все ждут самого главного танца, коим является знаменитый венский вальс.